# It Will Rain
«It will rain » —en español: «Lloverá»— es una canción del cantante estadounidense de pop Bruno Mars. La canción fue lanzada en iTunes para ser descargada digitalmente el 23 de septiembre de 2011. Está escrita por Mars, Philip Lawrence y Ari Levine, y lanzada por Elektra Records.

## Antecedentes
El 22 de septiembre de 2011, Bruno Mars anunció en su página oficial que «It Will Rain» sería su próximo sencillo. También se reveló que la canción estaría en la banda sonora oficial de la película The Twilight Saga: Breaking Dawn - Part 1, que salió a la venta el 8 de noviembre. La carátula está diseñada por Nick Bilardello.

## Recepción
La revista Rolling Stone calificó a la canción con tres estrellas de cinco, comentando que "suena un poco como «Wild Horses», y mucho como el próximo éxito radial de Mars".
El sencillo fue bien recibido en los Estados Unidos, donde logró la posición número 3 en el Billboard Hot 100, además de lograr liderar el conteo de las canciones digitales de dicho país, superando a los sencillos «Sexy and I Know It» y «We Found Love», pertenecientes a LMFAO y a Rihanna, respectivamente. En adición a esto, alcanzó el segundo lugar del conteo Radio Songs, con más de 130 millones impresiones de la audiencia en todos los formatos, según Nielsen BDS.

## Vídeo musical
El videoclip oficial de «It Will Rain» iba a ser estrenado el 26 de octubre de 2011 en MTV, pero finalmente se retrasó hasta el 10 de noviembre. En el vídeo, Bruno se encuentra en una casa con su enamorada, ambos enfrentan dificultades en la relación y se muestra a la pareja en distintos escenarios que incluyen el amor y la ira. El elemento de la lluvia (referencia al nombre de la canción) está presente a medida que avanza el vídeo.
Fue grabado en Londres e incluye imágenes de la película The Twilight Saga: Breaking Dawn - Part 1.
Billboard comentó que el vídeo parecía más un "portafolio de marcas vaqueras" que un vídeo promocional de Breaking Dawn.

## Presentaciones en vivo
El 23 de noviembre de 2011, Mars interpretó «It Will Rain» en la versión estadounidense de The X Factor. También fue interpretada en el mismo programa por una de las concursantes que terminó en segundo lugar, Carly Rose Sonenclar:

## Lista de canciones
Digitales
| Descarga |                |          |  |
| N.º      | Título         | Duración |  |
| 1.       | «It Will Rain» | 4:17     |  |

## Rendimiento en listas
| Lista musical (2011)                      | Máxima posición |
| ----------------------------------------- | --------------- |
| Alemania (Media Control Charts)           | 14              |
| Australia (ARIA)                          | 14              |
| Austria (Ö3 Austria Top 40)               | 25              |
| Bélgica (Ultratip Wallonia)               | 46              |
| Bélgica (Ultratop Flandes)                | 9               |
| Canadá (Canadian Hot 100)                 | 5               |
| Corea del Sur (GAON)                      | 2               |
| Dinamarca (Tracklisten)                   | 11              |
| Escocia (The Scottish Singles Chart)      | 15              |
| España (PROMUSICAE)                       | 43              |
| Francia (SNEP)                            | 58              |
| Irlanda (Irish Singles Chart)             | 11              |
| Nueva Zelanda (RIANZ)                     | 2               |
| Países Bajos (Single Top 100)             | 56              |
| Polonia (ZPAV)                            | 3               |
| Reino Unido (The Official Charts Company) | 14              |
| Suecia (Sverigetopplistan)                | 48              |
| Suiza (Schweizer Hitparade)               | 22              |
| Estados Unidos (Billboard Hot 100)        | 3               |
| Estados Unidos (Pop Songs)                | 1               |
| Estados Unidos (Radio Songs)              | 2               |
| Estados Unidos (Digital Songs)            | 1               |
| Estados Unidos (Adult Pop Songs)          | 3               |

## Fechas de lanzamiento
| País           | Fecha                    | Discográfica      | Formato          |
| -------------- | ------------------------ | ----------------- | ---------------- |
| Estados Unidos | 27 de septiembre de 2011 | Atlantic, Elektra | Descarga digital |
| Alemania       | 27 de septiembre de 2011 | Atlantic, Elektra | Descarga digital |
| Reino Unido    | 31 de octubre de 2011    | Atlantic, Elektra | Descarga digital |